# Virgencita
Virgencita est une œuvre pour chœur mixte a cappella écrite par Arvo Pärt, compositeur estonien associé au mouvement de musique minimaliste.

## Historique
Composée en 2012, l'œuvre est jouée en public pour la première fois à León au Mexique par le Chœur de chambre philharmonique estonien sous la direction de Tõnu Kaljuste.